# Mary MacKillop

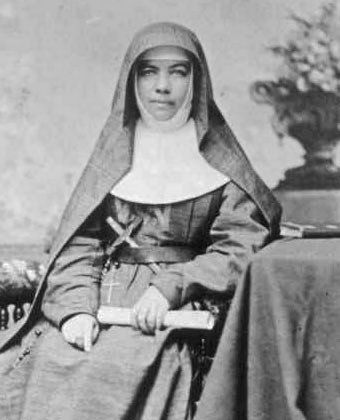
Porträt aus dem Jahr 1869

Mary Helen MacKillop, geb. Maria Ellen MacKillop, Ordensname Maria vom Kreuz (* 15. Januar 1842 in Melbourne; † 8. August 1909 in Sydney), war eine australische Ordensschwester. Sr. Maria vom Kreuz war Mitbegründerin der Kongregation der Sisters of St. Joseph of the Sacred Heart („Schwestern des heiligen Joseph vom Heiligsten Herzen“). Sie wird in der römisch-katholischen Kirche als Heilige verehrt.

## Leben

### Kindheit und erste Berufstätigkeit
Mary Helen MacKillops Eltern, Alexander MacKillop (1812–1868) und Flora Hannah MacDonald (1816–1886), emigrierten Ende der 1830er Jahre aus Schottland nach Australien, wo sie am 14. Juli 1840 in Melbourne heirateten. Ihr Vater, der auf Ardnamurchan geboren worden war, war am 20. Januar 1838 an Bord der Brilliant in Sydney angekommen. Flora war mit ihrer Mutter Catherine und ihrem Bruder Donald an Bord der Glen Huntley nach Australien gekommen. Sie stammte aus der kleinen Ortschaft Glenfinnan.
Am 15. Januar 1842 wurde Mary Helen als ältestes von acht Kindern in Fitzroy, Melbourne geboren. Auf das Betreiben ihres Vaters hin genoss Mary Helen eine gute Ausbildung an Privatschulen und wurde auch von ihrem Vater unterrichtet, der unter anderem einige Jahre als Seminarist in Rom studiert hatte. Er wird als ein intelligenter und fleißiger Student beschrieben. Außerdem war er sorglos, was finanzielle Aspekte anging, und wurde wegen seiner Sturheit oft entlassen. Als Mary neun Jahre alt war, nahm er eine Hypothek auf die Farm der Familie auf, um für sich eine Reise zu einem im Sterben liegenden Freund nach Schottland zu finanzieren, dem er diesen Beistand schon lange versprochen hatte. Als er nach siebzehn Monaten zurückkehrte, hatte die Familie die Farm eingebüßt. Einerseits lernte Mary durch ihn Integrität und Charakterstärke zu schätzen, andererseits war sie als ältestes Kind der chronisch unter Geldmangel leidenden Familie schon früh gezwungen, sich um ihre Geschwister zu kümmern und die Familie auch finanziell zu stützen.
Daher begann Mary MacKillop im Alter von 14 Jahren als Verkäuferin zu arbeiten. Für kurze Zeit arbeitete sie auch als Lehrerin in Portland im Bundesstaat Victoria, bevor sie als Kindermädchen bei Verwandten in Penola in South Australia engagiert wurde. Zusätzlich zu deren Kindern betreute und unterrichtete sie auch andere Farmerskinder aus der Umgebung. Durch diese Tätigkeit kam sie mit Father Julian Tenison-Woods in Kontakt, der sich sehr um die Bildung in seinem Gebiet sorgte. Er gründete eine Schule und bot ihr eine Stelle als Lehrerin an, die sie jedoch zunächst nicht annehmen konnte, weil sie noch ihre Familie unterstützen musste. Mit Hilfe einiger Familienmitglieder eröffnete Mary MacKillop ein Pensionat und stellte so auch längerfristig die Versorgung ihrer Familie sicher. 1866 gründete sie zusammen mit ihren Schwestern Annie und Alexandrina auf Einladung von Pater Tenison-Woods eine katholische Schule in Penola. Die Schule war in einem ehemaligen Stall untergebracht, den einer ihrer Brüder wieder hergerichtet hatte. Zeitweise unterrichteten sie mehr als 50 Kinder.

### Ordensgründung
1867 gründete Sr. MacKillop zusammen mit Fr. Tenison-Woods die Kongregation der Sisters of St Joseph of the Sacred Heart, die im Bereich der Bildung und Erziehung von Kindern aus armen Familien wirkte. Die Regel der Kongregation wurde von Bischof Sheil approbiert, und am Ende des Jahres waren bereits zehn Schwestern der neuen Gemeinschaft, die von Sr. Maria vom Kreuz geleitet wurde, beigetreten. In der Folgezeit wuchs die Kongregation schnell. Ende des Jahres 1869 unterrichteten bereits 70 Schwestern in insgesamt 21 Schulen in verschiedenen Teilen Australiens und Neuseelands. Der Orden unterhielt nun auch ein Waisenhaus und kümmerte sich um Arme.

### Exkommunikation und Reise nach Europa
1871 wurde Sr. Maria vom Kreuz von Bischof Sheil mit der Begründung exkommuniziert, sie stifte ihre Schwestern in den Schulen zum Ungehorsam an. Noch kurz vor seinem Tod im Februar 1872 machte er sechs Monate später die Exkommunikation jedoch wieder rückgängig. Im folgenden Jahr reiste Sr. Maria wegen der päpstlichen Approbation der Ordensregel nach Rom. In mehreren Audienzen wurde sie von Papst Pius IX. ermutigt. Außerdem besuchte sie zahlreiche Schulen, um sich über die neuesten Unterrichtsmethoden zu informieren. Nach fast zwei Jahren Abwesenheit kehrte sie 1875 mit einer stark abgeänderten Ordensregel nach Australien zurück. Außerdem brachte sie mehrere Priester und aus Irland 15 neue Kandidatinnen für die Kongregation mit. Bei ihrer Rückkehr wurde sie einstimmig zur Generaloberin gewählt.

### Opposition von Priestern und sich verschlechternde Gesundheit
1877 war die Zahl der Schulen des Ordens auf 40 allein in Adelaide und Umgebung angewachsen. Trotz ihrer Erfolge war Sr. Maria bei den Priestern und Bischöfen unbeliebt. Sie favorisierten eine hierarchische Struktur und kritisierten die egalitären Ansätze in der inneren Organisation der Kongregation. So versuchten einige Bischöfe, die Schwestern in ihren jeweiligen Diözesen unter ihren Einfluss zu bringen und verwahrten sich dagegen, dass Schwester MacKillop die Gemeinschaft von Adelaide aus leitete. Auch Bischof Reynolds aus Adelaide war mit der Leitung der Kongregation durch Sr. Maria unzufrieden. Er ordnete an, dass Sr. Maria seine Diözese verlassen musste. Aus diesem Grund verlegte die Kongregation ihren Sitz nach Sydney, obwohl ihr auch der Erzbischof von Sydney nicht gewogen war. Ohne Legitimation ernannte er eine andere Schwester zur Leiterin der Kongregation. Nach deren Tod 14 Jahre später wurde Mary MacKillop erneut zur Generaloberin gewählt, ein Amt, das sie bis zu ihrem Tod innehatte.
In ihren letzten Lebensjahren verschlechterte sich ihre Gesundheit zusehends. Sr. Maria litt unter Rheuma. 1902 erlitt sie einen Schlaganfall, der sie halbseitig lähmte und an einen Rollstuhl fesselte. Dennoch wurde sie wenige Jahre später bei einer Wahl in ihrem Amt als Generaloberin bestätigt. Sie verstarb am 8. August 1909. Zu diesem Zeitpunkt war die Kongregation bereits auf knapp 1000 Schwestern angewachsen.

## Verehrung
Wegen zahlreicher Komplikationen im Seligsprechungsprozess dauerte es bis 1992, bis ein Wunder auf die Fürsprache Mary McKillops nachgewiesen werden konnte. Aus einer Vielzahl von Berichten wurde die überraschende Genesung einer sterbenden Frau mit Leukämie im Jahre 1961 ausgewählt. Ihr Fall wurde 1992 von der Ärztekommission Consulta Medica der Kongregation für Heilig- und Seligsprechungsprozesse untersucht. Im November 1992 wurde von der Kongregation nach der Prüfung aller Unterlagen wie der Krankenhausdokumente bestätigt, dass es für die anschließende Genesung keine medizinische Erklärung gebe. Am 19. Januar 1995 wurde Sr. Maria vom Kreuz als erste und bisher einzige Persönlichkeit Australiens und Ozeaniens von Papst Johannes Paul II. auf dem Randwick Racecourse in Sydney seliggesprochen. Papst Benedikt XVI. sprach MacKillop am 17. Oktober 2010 heilig. Ihr Gedenktag in der Liturgie der katholischen Kirche ist der 8. August. Bei der Kanonisation der ersten australischen Heiligen waren ca. 8.000 Australier auf dem Petersplatz zugegen.
Da aus ihrem Grab von Pilgern beständig Erde entnommen wurde, wurden ihre Überreste im Jahr 1914 in die Kapelle des Mutterhauses der Josephs-Schwestern nach North Sydney überstellt. Die Kapelle ist heute als Mary MacKillop Place ein beliebter Wallfahrtsort. Beim Weltjugendtag 2008 war die Kapelle die zentrale Pilgerstätte. Außerdem wurde Schwester Mary zu einem der Schutzpatrone für den Weltjugendtag 2008 in Sydney ernannt.
Dem Patrozinium Mary MacKillops sind in Australien zahlreiche Einrichtungen unterstellt, unter anderem mehrere Colleges. Die hl. Mary MacKillop ist die Schutzpatronin der Knights of the Southern Cross - Australia einer katholischen Bruderschaft.